# Audiologisch centrum
Een audiologisch centrum is een instelling voor gehoor- en taaldiagnostiek en advies voor hoorhulpmiddelen.
Om hier getest te worden is een verwijzing van de huisarts nodig.
In Nederland land zijn zelfstandige audiologische centra gevestigd, daarnaast hebben de meeste academische ziekenhuizen een afdeling waar gehoor- en taaldiagnostiek worden uitgevoerd.
De onderzoeken in een audiologisch centrum worden uitgevoerd in een multidisciplinair team, zodat het gehoor- of taalprobleem vanuit verschillende invalshoeken kan worden bekeken. In dit team zijn de volgende mensen vertegenwoordigd:
- audioloog / klinisch fysicus
- psycholoog of orthopedagoog
- klinisch linguïst
- logopedist / akoepedist
- maatschappelijk werker
- audiologieassistent